# Tom C. Clark
Tom Campbell Clark (ur. 23 września 1899 w Dallas, zm. 13 czerwca 1977 w Nowym Jorku) – amerykański prawnik, prokurator generalny, sędzia Sądu Najwyższego USA.
W 1918 służył w piechocie Straży Narodowej Teksasu, odbył następnie studia prawnicze na University of Texas w Austin. Prowadził prywatną praktykę prawniczą w Dallas w latach 1922–1937, z przerwą na pracę w charakterze prokuratora okręgowego w Dallas (1927–1932). Związany z Partią Demokratyczną, w 1937 podjął pracę w Departamencie Sprawiedliwości. W czasie II wojny światowej koordynował akcję przymusowego osiedlenia osób pochodzenia japońskiego w Kalifornii. Kierował także departamentami ds. walki z monopolami i przestępstwami kryminalnymi.
W 1945 prezydent Harry Truman powołał go na stanowisko prokuratora generalnego, a w sierpniu 1949 (po śmierci Franka Murphy’ego) na sędziego Sądu Najwyższego. W gronie sędziów miał opinię konserwatysty. Przeszedł na emeryturę w czerwcu 1967, kiedy prokuratorem generalnym USA został jego syn Ramsey. W Sądzie Najwyższym jego miejsce zajął Thurgood Marshall. Clark kontynuował pracę w sądownictwie oraz działał w Amerykańskim Stowarzyszeniu Judykatury.
W San Antonio jego imię nadano szkole średniej Tom C. Clark High School.